# Naji Talib
Naji Talib, iraški general in politik, * 1917, † 24. marec 2012, Bagdad.
Talib je bil minister za zunanje zadeve Iraka (1964-1965) in predsednik vlade Iraka (1966-1967).